# Smrk Engelmannův
Smrk Engelmannův (Picea engelmannii) je druh smrku původem ze Severní Ameriky. Byl pojmenován po americkém botanikovi, lékaři a meteorologovi německého původu Georgu Engelmannovi.

## Popis
Jedná se o strom, který dorůstá zpravidla do 45 m výšky (vzácně až 60 m) a průměru kmene do 1,2 m (vzácně až 2 m). Na extrémních stanovištích vytváří i keřovité zakrslé formy, např. při hranici lesa.

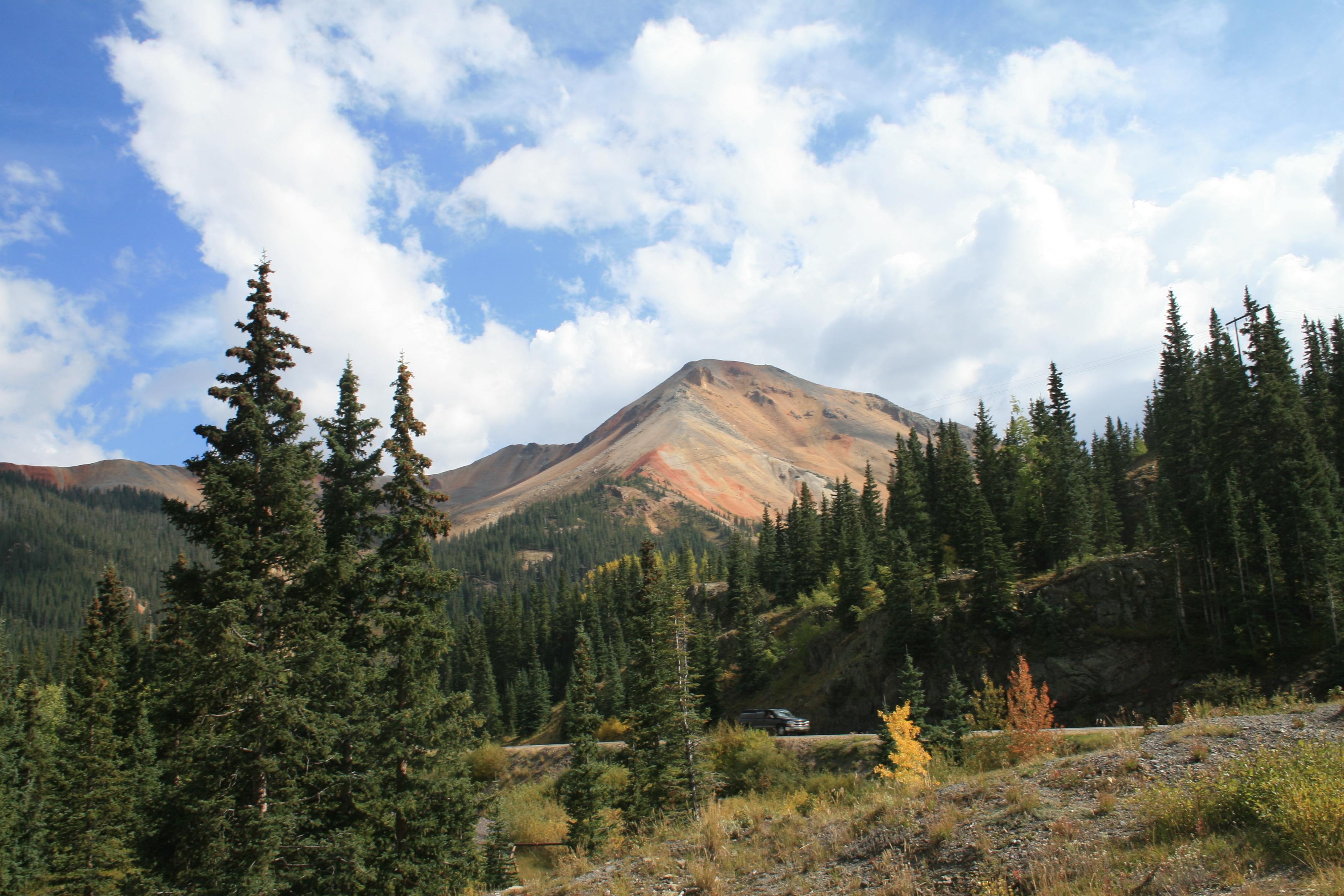
Horská smrčina s dominancí smrku Engelmannova

Koruna je úzce kuželovitá, tvar koruny však může být pozměněn díky stanovištním podmínkám (vítr aj.). Borka je šedo až červenohnědá. Dožívá se věku až 450 let, ale i stromy staré 600 let nejsou tak výjimečné. Větve vyrůstají horizontálně nebo jsou trochu svěšené, letorosty jsou žlutohnědé, jemně pýřité nebo někdy lysé. Pupeny jsou oranžově hnědé, 3–6 mm dlouhé, na špičce zaoblené. Jehlice jsou na průřezu čtyřhranné, 1,2–3 cm (zřídka až 3,5 cm dlouhé), tuhé, modrozelené, na vrcholu ostře zašpičatělé.

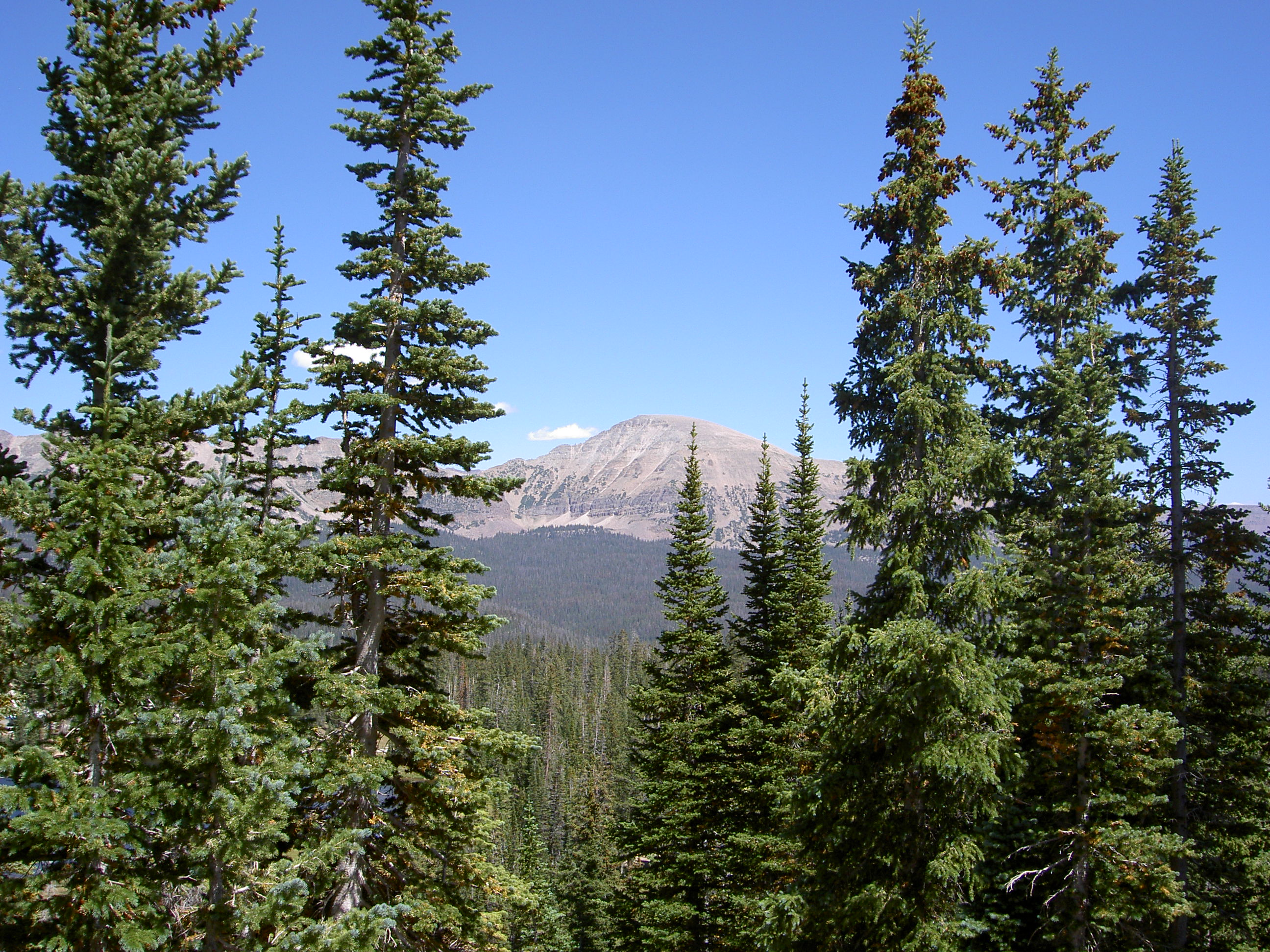
Horský les s dominancí smrku Engelmannova a jedle plstnatoplodé

Samičí šišky jsou 3-7 (zřídka až 8) cm dlouhé, šupiny kosočtverečné až eliptické, 13–20 mm dlouhé a 9–16 mm široké, nejširší nad středem, na vrcholu nepravidelně zubaté. Počet chromozómů je 2n=24.

## Vnitrodruhové členění, podobné druhy a kříženci
Smrk Engelmannův je členěn do 2 variet (popř. poddruhů). V jižních, často izolovaných arelách, roste var. mexicana. Jsou to populace v mexických horách Sierra de la Marta a Cerro Mohinora, někdy jsou k této varietě přiřazovány také populace z jihu USA, z pohoří Chiricahua v Arizoně a Sierra Blanca v Novém Mexiku. Oproti nominátní varietě má var. mexicana světlejší šedší kůru a užší jehlice. Ve zbytku areálu roste nominátní var. engelmannii.
Smrk Engelmannův se hojně kříží se smrkem sivým (Picea glauca) a vytváří hybridní roje, hlavně tam, kde se výskyt obou druh překrývá (severní část areálu smrku Engelmannova). Řidčeji vytváří také křížence se smrkem sitkou (Picea sitchensis).
Smrk Engelmannův se dosti podobá smrku pichlavému (Picea pungens), který je v ČR daleko známější a hojně pěstovaný. Smrk pichlavý má o trochu větší šišky, nejčastěji 6–11 cm, většinou lysé letorosty (nikoliv jemně pýřité) a šupina samičí šišky převyšuje horní okraj křídla semene o 8–10 mm, zatímco u smrku Engelmannova to je pouze o 3–8 mm.

## Rozšíření
Smrk Engelmannův je přirozeně rozšířen v horách jižní Kanady, ve státech Alberta, Britská Kolumbie, dále v USA, státy: Washington, Idaho, Montana, Wyoming, Colorado, Oregon, Kalifornie, Nevada, Utah, Arizona, Nové Mexiko, izolované arely jsou v horách severního Mexika (var. mexicana). Lesní společenstva se smrkem Engelmannovým se nachází především ve Skalistých horách.

## Ekologie
Smrk Engelmannův je významnou složkou nebo často dominantou některých amerických horských lesů ve Skalistých horách i jiných pohořích v rámci areálu druhu. Tvoří často i zakrslé porosty při hranici lesa. Typické jsou hlavně lesy s dominancí smrku Engelmannova a jedle plstnatoplodé (Abies lasiocarpa), popř. jedle stejnobarvé (Abies concolor)

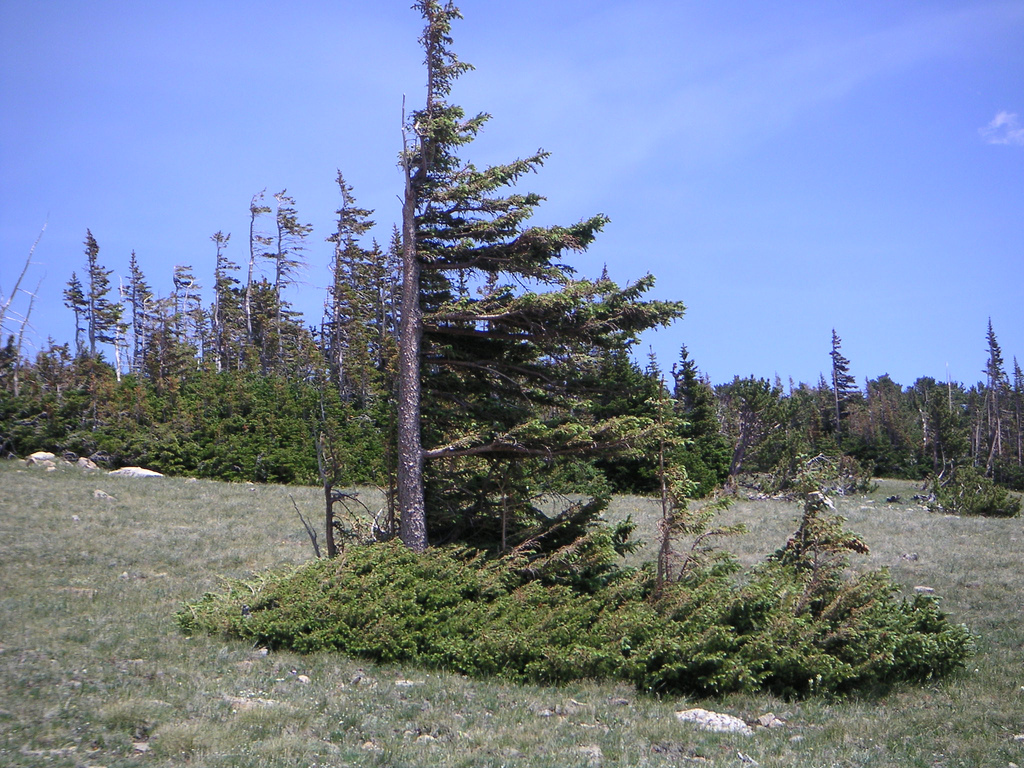
Vlajkové formy blízko hranice lesa

Dalšími dřevinami vyskytující se v těchto lesích jsou např. borovice pokroucená (Pinus contorta) nebo topol osikovitý (Populus tremuloides), ty mohou dočasně i převládnout po disturbancích, jako jsou požáry nebo kůrovcové kalamity.
Tyto horské lesy se mohu vyskytovat na bazických a vulkanických podkladech, ale i na kyselých. V keřovém a bylinném patře rostou např. jalovec obecný (Juniperus communis), zimozel severní (Linnaea borealis), mahónie Mahonia repens, brusnice Vaccinium scoparium, pěnišník Rhododendron albiflorum, muchovník Amelanchier alnifolia, ostružiník Rubus parviflorus, rojovník Ledum glandulosum, Phyllodoce empetriformis a různé vrby (Salix sp.). Z bylin pak samorostlík Actaea rubra, pstroček Maianthemum stellatum, svída Cornus canadensis, turan Erigeron eximius, lomikámen Saxifraga bronchialis, bika Luzula glabrata var. hitchcockii, třtina Calamagrostis canadensis a četné další.
Významnými disturbančními činiteli v těchto horských lesích jsou hlavně požáry, které se čas od času opakují. Bylo zjištěno, že požáry se v průměru opakují na stejném místě zhruba jednou za 300-400 let, na sušších stanovištích častěji než na vlhčích.

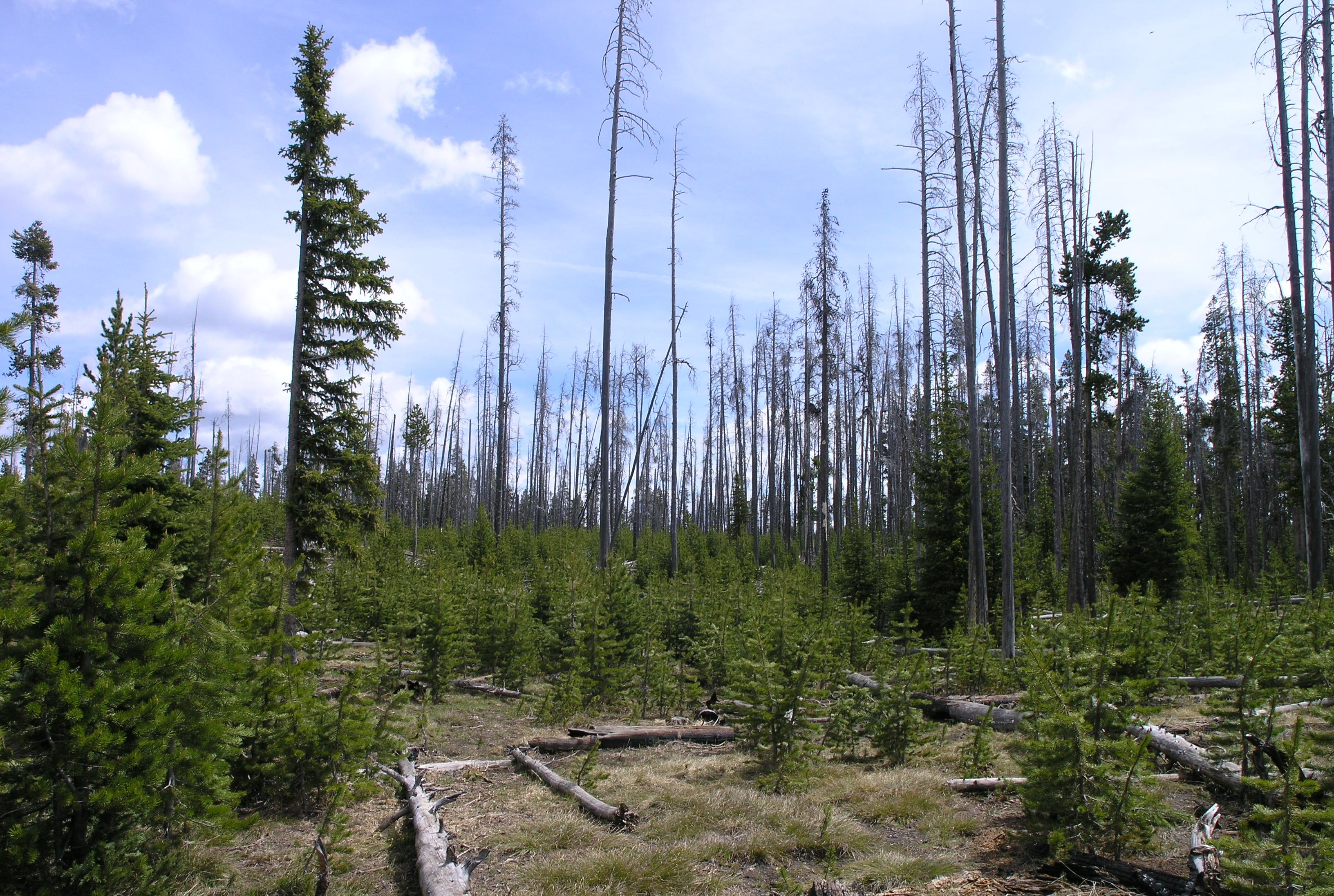
Les po požáru, hojně zmlazuje borovice pokroucená (Pinus contorta)

Přirozenou součástí těchto lesů jsou také polomy a kůrovcové kalamity., které způsobuje nejčastěji kůrovec Dendroctonus rufipennis. Jsou známé i rozsáhlé kalamity s vysokou mortalitou dospělých smrků blížící se 100%. Tyto kalamity v mnoha případech časově navazují na rozsáhlejší polomy. Jenom v roce 2009 bylo v horách státu Colorado zaznamenáno cca 461 km² lesů s dominancí smrku Engelmannova, které byly postiženy kůrovcovými kalamitami. Rozsáhlé kalamity na jehličnanech, smrk Engelmannův nevyjímaje, působí také housenky můry Choristoneura occidentalis. Známé jsou i houbové choroby a zvláště v Novém Mexiku a Arizóně je smrk Engelmannův hojně napadán poloparazitickou rostlinou Arceuthobium microcarpum.

## Využití
Smrk Engelmannův je důležitý pro severoamerický dřevařský průmysl, neboť poskytuje kvalitní dřevo. V České republice ho lze pěstovat, ovšem ani v parcích a městských výsadbách není nijak častý. V ČR byl poprvé vysazen na Sychrově v roce 1879. Pro okrasu se někdy pěstují různé kultivary, často zakrslé.